# Villa Canossa (Grezzano)
 Villa Canossa è un complesso di edifici siti a Grezzano, in provincia di Verona.

Stemma Di Canossa

Venne edificata verso la fine del Settecento dal marchese Carlo di Canossa su progetto dell'architetto veronese Adriano Cristofali. Composta da 385 stanze era circondata da un bosco frequentata dai nobili per battute di caccia.